# Demofilos
Demofilos (V wiek p.n.e.) – starożytny grecki malarz. 
Według przekazu Pliniusza był nauczycielem Zeuksisa. Pochodził z Himery na Sycylii.